# 红椿土家族乡
红椿土家族乡是中华人民共和国重庆市巫山县下辖的一个民族乡。

## 行政区划
红椿土家族乡下辖以下村级行政区划单位：
大坪村、红椿村、偏岩村、瓦店村和高炉村。